# Mickey Mouse
Mickey Mouse is een zeer bekende Amerikaanse animatie- en stripfiguur. Hij is een antropomorfe muis. 
Het personage werd in 1928 ontworpen door Walt Disney en Ub Iwerks. Disney had daarvoor zijn rechten over Oswald the Lucky Rabbit verloren. Mickey en Minnie Mouse waren toen voor het eerst te zien in enkele korte tekenfilms, destijds eerst nog zwart-wit. Het personage kreeg steeds meer bekendheid vanaf Steamboat Willie, een filmpje uit november 1928. 

## Geschiedenis

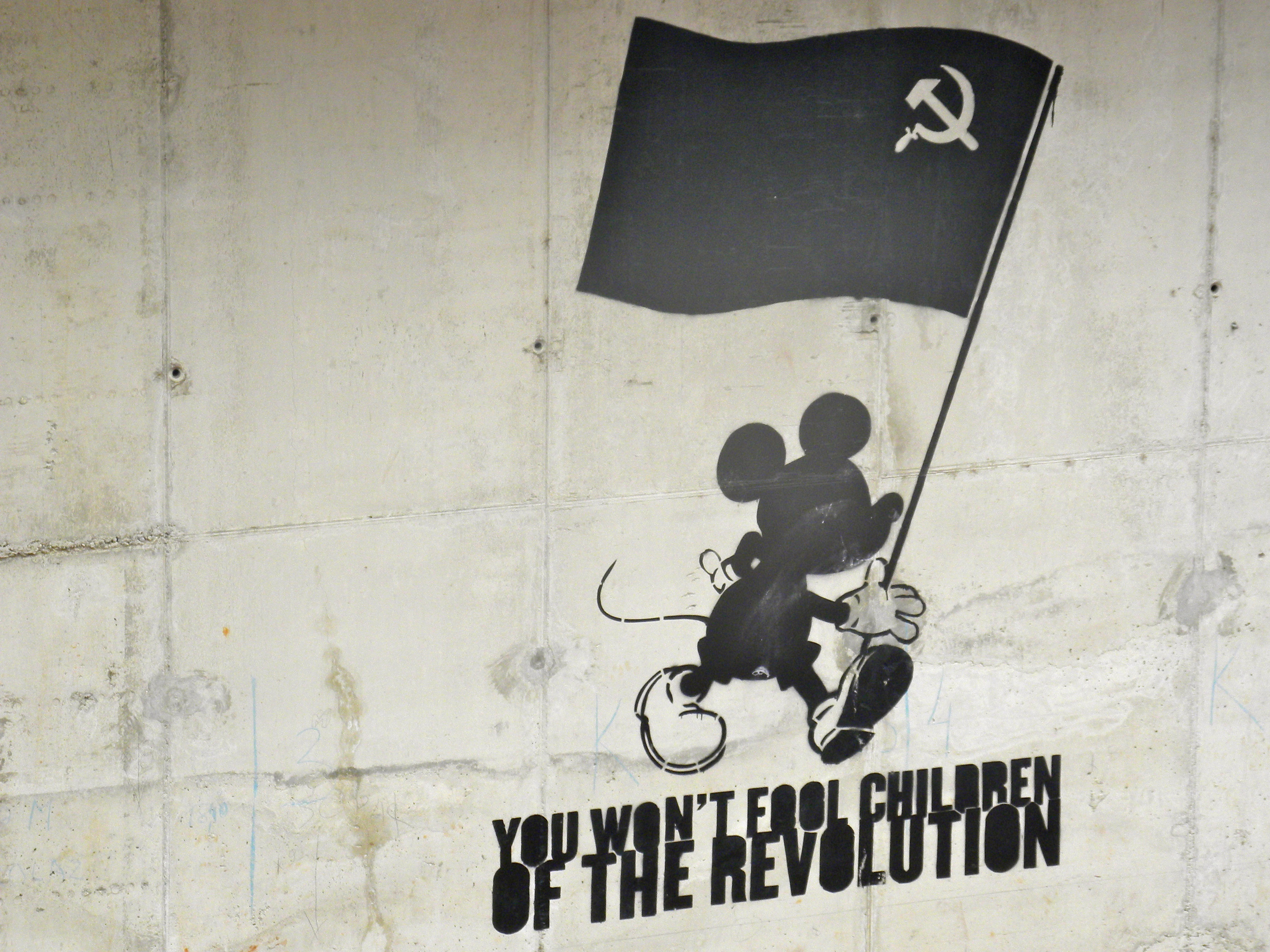
Mickey Mouse, uitgebeeld op het Museum voor Eigentijdse Kunst in Zagreb

Walt Disney kwam naar eigen zeggen op het idee van dit personage door een muis die hij in zijn kantoor in Kansas City zag. Aanvankelijk wilde Disney het personage de naam Mortimer Mouse geven, maar zijn vrouw Lillian Marie Bounds vond die naam te serieus en niet representatief voor de zwakkeren onder de bevolking. Daarom werd gekozen voor de eenvoudigere naam Mickey.

Mickey Mouse in Steamboat Willie (1928)

In 1930 bedacht de tekenaar Floyd Gottfredson een ander personage met de naam Mortimer Mouse, die zijn zinnen zet op Minnie, in veel verhalen de vaste vriendin van Mickey.
In de loop der jaren is het uiterlijk van Mickey Mouse sterk gewijzigd. Al vrij snel wist Disney een vriendelijker gezicht aan Mickey te geven.
In de oudste strips draagt Mickey een rode korte broek met grote knopen. In latere versies gaat hij 'normaal' gekleed. Verder draagt hij handschoenen die hij nooit uitdoet. Mickeys karakter verandert ook nogal; in de eerste filmpjes en stripverhalen is hij overwegend een baldadig ventje dat vaak rare streken uithaalt. Later wordt Mickey veel serieuzer en ook behoorlijk verstandig; Mickey is dan vaak degene die de juiste oplossing weet in moeilijke situaties.
Van de verhalen met Mickey in de hoofdrol is een deel in het Nederlands in de Donald Duck verschenen.
Een van de bekendste tekenaars van (portretten van) Mickey Mouse is John Hench. Carl Barks maakte zelf één Mickey-verhaal (Riddle of the Red Hat), dat in 1945 verscheen in het tijdschrift Four Color.
Van 13 januari 1930 tot 29 juli 1995 bestond er van Mickey Mouse een krantenstrip, die werd gepubliceerd in tal van landen over de hele wereld.
In de jaren zestig werd een fanclub voor Mickey Mouse opgericht, die ongekend populair werd en wereldwijd duizenden leden kreeg.

## Vaste verhaallijnen
Tot de naaste vriendenkring van Mickey behoren Goofy, Karel Paardepoot en Clarabella Koe. Ze beleven samen veel avonturen. Mickey heeft vanaf 1932 twee neefjes, Puk en Max (eveneens bedacht door Gottfredson), die vaak bij hun oom in huis zijn en er soms helemaal lijken te wonen. Mickey heeft ook een hond, Pluto, die in sommige verhalen zelf de hoofdrol heeft (Pluto gedraagt zich  niet antropomorf, in tegenstelling tot de meeste andere personages).  
Mickey schiet politiecommissaris O'Hara regelmatig te hulp wanneer er misdaden opgelost moeten worden. Ook is hij bevriend met collega inspecteur Zaaks. De belangrijkste schurken waar Mickey vooral in de oudste verhalen de strijd mee aanbindt zijn Eli Squinch (Eli Gluip) en Peg-Leg Pete (Boris Boef). In sommige verhalen wordt hij vergezeld door het ruimtewezentje Ega Beva.
Mickey en zijn vrienden wonen in de meeste lange en korte verhalen ergens in een vrij doorsnee stadsbuurt. Uit de verhalen blijkt echter niet eenduidig of dit ook in Duckstad is; Mickey en Donald Duck komen niet vaak voor in dezelfde verhalen en hebben over het algemeen hun eigen verhaallijnen. Wel verschenen Mickey, Goofy en Donald vanaf de jaren 40 samen in sommige tekenfilmpjes; zo hebben ze gezamenlijk de hoofdrol in Mickey and the Beanstalk (1947).

## Stemacteurs

### Amerikaanse stem
- Walt Disney - 1928–1947
- Jimmy MacDonald - 1947–1977
- Wayne Allwine - 1977–2009
- Bret Iwan - 2009–heden
- Chris Diamantopolous - 2013–heden

### Nederlandse stem
- Jack Dixon - Vrij en Vrolijk (de 1e nasynchronisatie in 1952)
- Jeroen Stam - 1970–1980
- Wim T. Schippers - ca. 1980-1990
- Marcel Maas - 1990–1996
- Paul Groot - 1996–2006
- Mark Omvlee - 2006–heden

### Vlaamse stem
- Ronald Van Rillaer - Disney On Ice
- Luk Wyns of Lucas Van den Eynde - Fantasia 2000

## Tekenfilms
Selectie:
- Plane Crazy (1928)
- The Gallopin' Gaucho (1928)
- Steamboat Willie (1928)
- The Karnival Kid (1929)
- The Fire Fighters (1930)
- Blue Rhythm (1931)
- Brave Little Tailor (1938)
- Fantasia (1940)
- Fun and Fancy Free, tweede verhaal: Mickey and the Beanstalk (1947)
- Mickey's Christmas Carol (1983)
- The Prince and the Pauper (1990)
- Mickey, Donald and Goofy: The Three Musketeers (2004)
- Once Upon a Studio (2023)

## Series
- Mickey Mouse Works
- Mickey's Club
- Mickey Mouse Clubhouse
- Mickey Mouse Shorts
- Mickey and the Roadster Racers

## Mickey Mouse in verschillende talen
| Taal        | Naam             |
| ----------- | ---------------- |
| Deens       | Mikkel Mus       |
| Duits       | Micky Maus       |
| Fins        | Mikki Hiiri      |
| Indonesisch | Miki Tikus       |
| Italiaans   | Topolino         |
| Japans      | Miki Kuchi       |
| Latijn      | Michael Musculus |
| Noors       | Mikke Mus        |
| Pools       | Myszka Miki      |
| Spaans      | El Ratón Mickey  |
| Turks       | Miki Fare        |
| Zweeds      | Musse Pigg       |

## Mickey MagazineenMickey Maandblad
In België werd van 14 oktober 1950 tot en met 24 september 1959 het weekblad Mickey Magazine ('Het blad voor kleine en grote kinderen') uitgegeven. In totaal zijn hiervan 468 nummers verschenen. In dit weekblad stonden vervolgavonturen van Mickey. Verder was er iedere week een compleet verhaal uit de Walt Disney Comics en vervolgverhalen van de diverse films en tekenfilms van de Disneystudio's.
De namen van diverse figuren waren anders dan de gebruikelijke namen in de Nederlandse Donald Duck:
| Donald Duck        | Mickey Magazine         |
| ------------------ | ----------------------- |
| Kwik, Kwek en Kwak | Loekie, Victor en Joost |
| Katrien Duck       | Daisy Duck              |
| Oom Dagobert       | Oom Jeremias            |
| Guus Geluk         | Jonathan de Geluksvogel |
| Oma Duck           | Grootje Duck            |
| Gijs Gans          | Elooi                   |
| Tom en Pieter      | Jak en Gus              |
| Knabbel en Babbel  | Chip en Dale            |
| Willie Wortel      | Gyro Gyroskoop          |
| Goofy              | Dingo                   |
| Kareltje           | Gilbert                 |
| Boris Boef         | Zwarte Pier             |
| Midas Wolf         | Seke M. Wolf            |
| Knir, Knar en Knor | de 3 biggetjes          |
| Meneer Vos         | Broeder Vos             |
| Meneer Beer        | Broeder Beer            |
| Broer Konijn       | Johan Konijn            |
| Stamper            | Kaduin                  |
| Hiawatha           | Jawatha                 |
| Zilverslang        | Zonnebloem              |
| Tokkie Tor         | Bucky                   |
| Bo                 | Ko                      |
| Japie Krekel       | Jimmy Cricket           |
| Dombo              | Dumbo                   |
| Vagebond           | Zwerver                 |
| Rakker             | Rakkie                  |

In Nederland bestond vanaf juni 1976 tot en met februari 1989 het Mickey Maandblad.

## Vijanden van Mickey
- Boris Boef
- Trudy Boef
- Plottikat
- Arend Akelig
- De Zwarte Schim
- Dolle Daan (ook wel Dikke Daan)
- Kleintje (ook wel Timmie Teen)
- De Gekke dokter
- De Zware Jongens
- Mortimer Mouse

## Videogames
- The Magical Quest starring Mickey Mouse
- The Magical Mirror starring Mickey Mouse
- Disney's Hide & Sneak
- Mickey's Racing Adventure
- Mickey: Save the Day
- Mickey's Speedway USA
- Magical Tetris Challenge
- Mickey Mania
- Epic Mickey
- Epic Mickey 2
- Castle of Illusion Starring Mickey Mouse (1990)
- Castle of Illusion Starring Mickey Mouse (2013)
- World of Illusion Starring Mickey Mouse and Donald Duck

## Publiek domein
In 2024 kwam Mickey Mouse voor het eerst in publiek domein, waarna een aantal parodieën werden gemaakt. Zie: Lijst van werken gebaseerd op een auteursrechtvrije Mickey Mouse

## Varia
- Mickeys gezicht heeft als opvallend kenmerk dat het vrij eenvoudig kan worden getekend als drie zwarte cirkels. Dit heeft geresulteerd in een Easter egg, die vaak te vinden is in gebouwen in Disneyparken en Disneyfilms waarin Mickey zelf geen hoofdfiguur is: de 'Hidden Mickey', een verborgen afbeelding van het hoofd van Mickey van bijvoorbeeld borden of uitgevoerd als raam.
- Hij is een icoon voor The Walt Disney Company en een van de meest herkenbare symbolen in de wereld. Hij staat ook in het logo van de Disneyparken en is tevens te zien op de schoorstenen van Disneyschepen.